# Cartago (canton)
Pour les articles homonymes, voir Cartago.
Cartago est l'un des huit cantons (deuxième échelon administratif) de la province de Cartago au Costa Rica. Avec sa forme caractéristique en T, il couvre une superficie de 287,77 km2 pour 147 898 habitants. Sa capitale est Cartago, l'ancienne capitale du Costa Rica jusqu'en 1823.

## Géographie
Cartago a pour cantons limitrophes El Guarco, La Unión, Oreamuno et Paraíso.

## Districts
Le canton de Cartago se divise en onze districts. Ces données sont issues d'un recensement effectué en 2011.

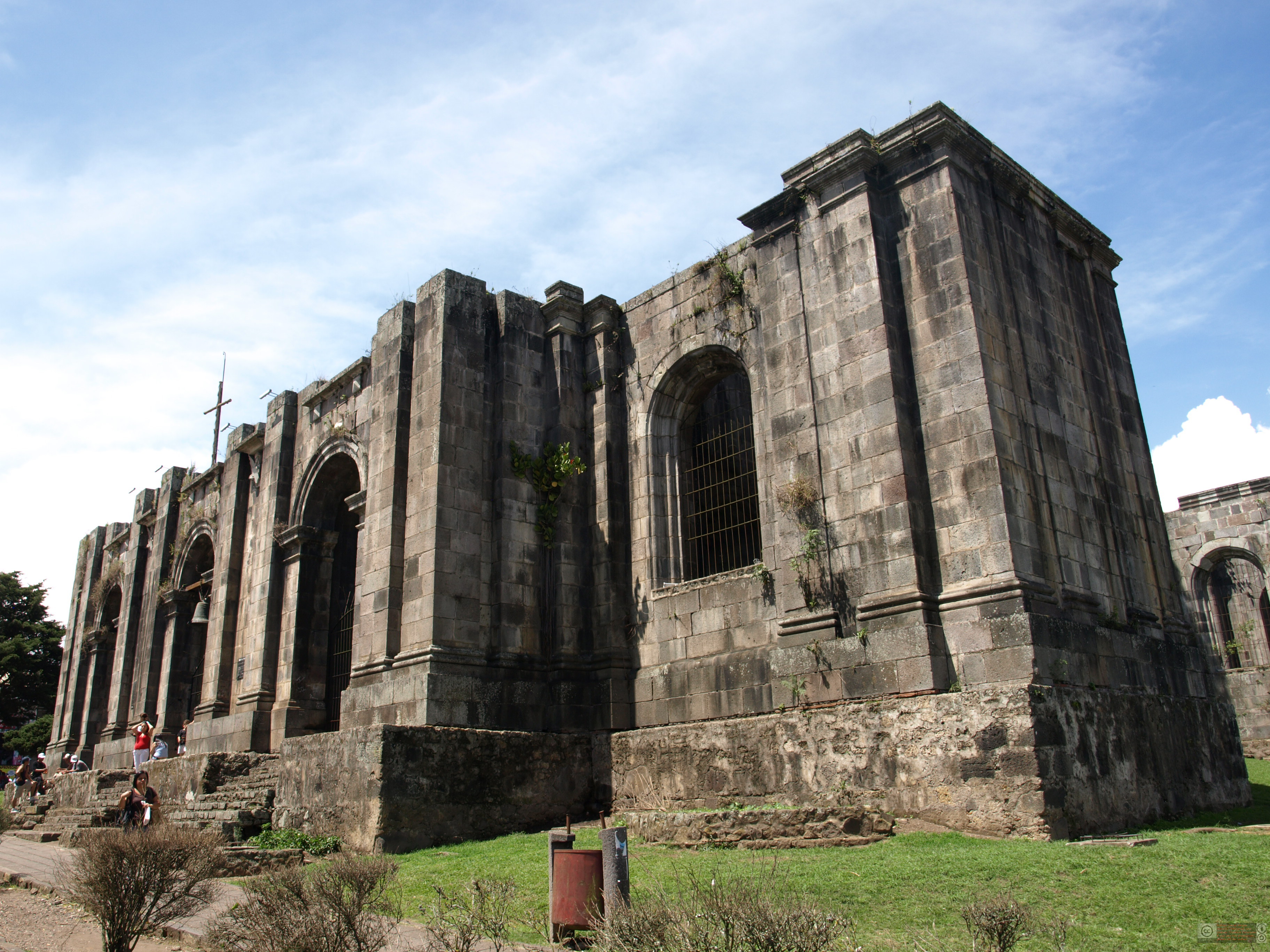
Ruines de l'église Santiago Apóstol, monument encore debout à Cartago.

| District                      | Population |
| ----------------------------- | ---------- |
| Oriental                      | 12 227     |
| Occidental                    | 9 901      |
| Carmen                        | 17 425     |
| San Nicolás (Taras)           | 25 927     |
| Agua Caliente (San Francisco) | 31 789     |
| Guadalupe (Arenilla)          | 14 624     |
| Corralillo                    | 10 608     |
| Tierra Blanca                 | 5 103      |
| Dulce Nombre                  | 10 548     |
| Llano Grande                  | 4 342      |
| Quebradilla                   | 412        |